# Coryphus
Coryphus, es un género de coleópteros polífagos. Es originario de  Australia e Indonesia.

## Géneros
Contiene las siguientes especies:
- Coryphus biroi Csiki, 1902
- Coryphus clavatus Strohecker, 1979
- Coryphus irianus Strohecker, 1979
- Coryphus niger Strohecker, 1979